# Sesma de Jiloca
La sesma de Jiloca era una de las sesmas o divisiones administrativas de la comunidad de aldeas de Daroca. Se mantuvo vigente desde la creación de la comunidad por Jaime I de Aragón en el año 1248 hasta la creación de las actuales provincias de Zaragoza y Teruel en 1838.

Las 6 sesmas de la comunidad de aldeas de Daroca
Sesma de Langa
Sesma de Jiloca
Sesma de Barrachina
Sesma de Gallocanta
Sesma de Trasierra
Sesma de la Honor de Huesa

Los lugares y aldeas que formaban parte de la sesma fueron los siguientes:

Sesmas primitivas de la comunidad de Daroca
Sesma de Langa
Sesma de Jiloca
Sesma de Barrachina
Sesma de Gallocanta
Sesma de Trasierra

- Almohaja
- Blancas
- Burbáguena
- Calamocha
- Caminreal
- Collados
- Fuentes Claras
- Luco de Jiloca
- Monreal del Campo
- Navarrete del Río
- Ojos Negros
- Peracense
- Pozuel del Campo
- Singra
- Tornos
- Torrijo del Campo
- Villafranca del Campo
- Villalba de los Morales
- Villar del Salz

|  |